# Clonia
Clonia is een geslacht van rechtvleugeligen uit de familie van de sabelsprinkhanen (Tettigoniidae). De wetenschappelijke naam werd gepubliceerd in 1855 door Carl Stål.

## Soorten
Clonia omvat de volgende soorten:
- Clonia angolana Kaltenbach, 1971
- Clonia burri Uvarov, 1942
- Clonia caudata Uvarov, 1942
- Clonia dewittei Kaltenbach, 1971
- Clonia jagoi Kaltenbach, 1971
- Clonia kalahariensis Kaltenbach, 1971
- Clonia kenyana Uvarov, 1942
- Clonia multispina Uvarov, 1942
- Clonia saussurei Kaltenbach, 1971
- Clonia uvarovi Kaltenbach, 1971
- Clonia wahlbergi Stål, 1855
- Clonia zernyi Kaltenbach, 1971
- Clonia assimilis Kaltenbach, 1971
- Clonia charpentieri Kaltenbach, 1971
- Clonia ignota Kaltenbach, 1981
- Clonia lalandei Saussure, 1888
- Clonia melanoptera Linnaeus, 1758
- Clonia minuta Haan, 1842
- Clonia vansoni Kaltenbach, 1971
- Clonia vittata Thunberg, 1789
- Clonia tessellata Saussure, 1888